# Brussels Outdoor 1977
Il Brussels Outdoor 1977 è stato un torneo di tennis giocato sulla terra rossa. È stata la 7ª edizione del Brussels Outdoor che fa parte del Colgate-Palmolive Grand Prix 1977. Si è giocato a Bruxelles in Belgio dal 6 al 12 giugno 1977.

## Campioni

### Singolare
Harold Solomon ha battuto in finale  Karl Meiler con il punteggio di 7–5, 3–6, 2–6, 6–3, 6–4

### Doppio
Željko Franulović /  Niki Pilic e  František Pála /  Balázs Taróczy non hanno disputato la finale